# Арианити (род)
Арианити (алб. Aranitët) — крупный албанский, аристократический  род, который управлял большими областями в самой Албании, называемых княжеством Арианити и соседних государствах с XI по XVI век. Их владения простирались через долину реки Шкумбини и старую дорогу Виа Эгнатия и простирались на востоку до нынешней Битолы. Изначально происходил из Византийской империи, вполне вероятно был греческого происхождения. Имел тесные родственные связи с родом Кастриоти, правящим в средневековой Албании.

## История
Давид Арианити, как правило, считается первым членом клана Арианити, который засвидетельствован в исторических документах, хотя связь с семьей Арианити конца XIII века не может быть проверена из-за отсутствия источников. Как засвидетельствовано в трудах Георгия Кедрина, в период 1001—1018 годов он служил византийскому императору Василию II в качестве стратега Фессалоники, а позднее стратега Скопье. Давид Арианити воевали против болгар в Струмице, Скопье и районе Скрапара. Другой военачальник Константин Арианит (? — 1050), сын или близкий родственник, также упоминается в 1049—1050 годах, когда в составе византийской армии участвовал в неудачной войне с печенегами.
Первым бесспорным членом семьи является севаст Алексий Арианити, упомянутый в 1274 году в соглашении между королем Карлом I Неаполитанским и некоторыми албанскими дворянами, которые присягнули на верность Королевству Албании. Фамилия Арианити также упоминается в других документах XIV века: в 1304 году два документа, один — Филиппа I, принца Таранто, а другой — короля Карла II Неаполитанского, где между несколькими именами албанских дворянских семей, которым признаются ранее принадлежавшие привилегии, включают имя семьи Арианити. В письме от 1319 года папы римского Иоанна XXII, отправленном некоторым албанским дворянам, включено имя протолегатора Гильермо Арианити (Guillermo Aranite protholegaturo).
Не обязательно все Арианити, упомянутые в различных источниках XI-XIV века, принадлежат к одному и тому же генеалогическому древу, однако из них можно с уверенностью предположить, что семья Арианити была важной дворянской семьей средневековой центральной Албании. Важность такой семьи проистекала из обладания и контроля над важными участками Королевской дороги (Виа Эгнатия), которые обслуживали многочисленные конвои, торгующие зерном, солью и другими продуктами. Семья Арианити, должно быть, сотрудничала с Павлом Куртиком, чьи владения находились в провинциях среднего течения Шкумбини, и с жупаном Андреа Гропа — правителем города Охрид. Доминирующее положение крепости Охрид, на всей площади очень богатого озера с высококачественной рыбой, сделало его владения центром политических и военных действий банов соседних областей.
Политическая деятельность Арианити лучше всего отражена в документах XV века, когда после османских завоеваний они потеряли богатые восточные регионы своих владений и начали проводить более активную и агрессивную внешнюю политику, особенно с 1430 года, когда Георгий Арианити одержал ряд побед над османскими армиями.
Члены семьи Арианити несколько раз упоминаются по своей фамилии наряду с другими фамилиями, к которым относятся Комнини, Комненович, Големи, Топия, Спата и Черменика, а также дворянские титулы. Унаследованные титулы и другие имена свидетельствуют о том, что Арианити установили родственные связи с другими знатными семьями, в том числе из Византийской империи, о чем свидетельствует фамилия Komneni/Komnenos. Семья Арианити также имела свой герб и другие геральдические знаки. Эмблема двуглавого орла была на их геральдических символах. Документ показывает, что Голем Георгий Арианити Комненович заказал его флаг, который был разработан в Рагузе.
Генеалогическое древо Арианити не может быть построено точно, начиная с самых ранних периодов, когда они впервые упоминаются. По словам Марина Барлети и Гьона Музака, отцом Георгия Арианити был Комнен Арианити. Комнен Арианити женился на дочери Николаса Захарии Сакати, правителя Будвы. У Комнена Арианити было три сына (Георгий, Музака и Владан) и одна дочь, которая вышла замуж за Пала Дукаджини.
У Музаки Арианити был один сын, Моис Арианити, крупный военачальник, который сражался с Османской империей на стороне Скандербега. Моис Арианити в первую очередь известен как Моис Големи Моис Големи женился на Занфине Музака, первой жене Музаки Топия. Музака Топия, после его женитьбы на Занфине Музака, женился на сестре Скандербега и старшей дочери Гьона Кастриоти, Марии Кастриоти, также называемой Мамицей, что по-сербски означает «маленькая мать».
Младший брат Георгия Арианити, Владан, женился на дочери Гьона Кастриоти, Ангелине, задолго до того, как Скандербег появился  во главе албанской борьбы против Османской империи. Их сын Музака (описанный как Музака из Ангелины, чтобы отличить его от своего дяди) участвовал в создании Лежской лиги в 1444 году. После того, как семья Арианити вместе с семьей Дукаджини покинула Лежскую лигу в 1450 году, члены семьи Дукаджини заключили мир с Османской империей и начали свои действия против Скандербега . Похоже, Скандербегу удалось удержать семью Арианити рядом с собой, женившись в апреле 1451 года на Донике (Андронике) Арианити, дочери Георгия Арианити.
Политическая и военная деятельность великого сына Комнена Арианити, Георгия (1383—1462), придала албанскому дворянскому роду Арианити особое значение в политической жизни Албании.
Георгий Арианити женился на Марии Музаке, с которой у него было восемь дочерей. Ее смерть заставила его жениться на итальянской аристократке Деспине (или Петрине) Франкони, дочери губернатора Лечче в Королевстве Сицилия. У них было три сына (Тома, Костантин и Арианит) и одна дочь.
Владения семьи Арианити менялись с течением времени с расширением и сокращением, но в целом Арианити занимали особое положение в экономической и политической жизни Албании и в отношениях с различными регионами страны и их политическими силами. Доказательством тому служат несколько браков потомков Арианити с семействами Кастриоти и Музака, а также с Дукаджини, а также с сербским деспотом Стефаном Бранковичем, который женился на дочери Георгия Арианити, Ангелине Арианити Комнини, позднее Святой Ангелине Сербской.
Восточное расширение домена Георгия Арианити включало Манастир и Флорину, а также большую часть районов вокруг Охридского озера, из которых был получен большой доход от рыболовства и экспорта рыбы. Арианити также владели замком Сопотница (Светиград), позже названным османами Демир Хисар.
После первоначального сопротивления туркам-османам Арианити становятся одной из знатных семей, таких как Зеневиси и Музака, которые были обращены в ислам и назначены на должности в османской военной и феодальной иерархии.